# Prasinocyma tenera
Prasinocyma tenera är en fjärilsart som beskrevs av W. Warren 1903. Prasinocyma tenera ingår i släktet Prasinocyma och familjen mätare. Inga underarter finns listade i Catalogue of Life.